# Cyathea zamboangana
Cyathea zamboangana är en ormbunkeart som beskrevs av Edwin Bingham Copeland. Cyathea zamboangana ingår i släktet Cyathea och familjen Cyatheaceae. Inga underarter finns listade.